# François Cyprien Antoine Lieudé de Sepmanville
François Cyprien Antoine Lieudé, baron de Sepmanville, né le 2 février 1762 à Roman (Eure, France) et mort le 28 janvier 1817 à Évreux, est un officier général de la marine français.

## Biographie
Il entre dans la marine comme aspirant garde en mars 1779 et devient en juillet 1780, garde de la marine. Il sert alors sur le Royal-Louis en escadre à Cadix puis embarque sur le Robuste (mai 1781) et sur l'Invincible à Brest (octobre 1781). 
En 1782, il est sur L'Hirondelle en croisière sur les côtes de France puis revient à Cadix en novembre sur le Diadème. En avril 1784, il fait campagne sur la Nymphe de Granchain à Terre-Neuve et se fait remarquer pour la qualité de ses observations astronomiques, études qu'il continue en 1786 dans les mêmes eaux sur la Proserpine et sur le Courrier. 
Élève de 1re classe (mai 1786), il sert à Saint-Domingue sur la Proserpine, le Réfléchi et la Mignonne (1787) et, commandant de la Gonave et de l' Adélaïde, mène d'importants travaux d'hydrographie autour de l'île de la Gonâve. Il revient en France en janvier 1788 et est alors nommé au dépôt des cartes et plans de la Marine pour y travailler sur ses relevés des côtes de Saint-Domingue. 
Lieutenant de vaisseau (juin 1788), il sert en août 1789 sur la Belette en Méditerranée avec laquelle il vérifie les longitudes de nombreux points des côtes d'Afrique du Nord, d'Espagne et d'Italie. En juin 1790, il passe sur le Majestueux dans l'escadre de Brest puis émigre comme noble en 1791. 
Il prend part à la campagne des Princes avec le régiment d'Hector puis s'installe en Angleterre où il reprend ses travaux d'astronomie et assure l'instruction du fils de l'amiral Duncan à Yarmouth. 
En 1801, il revient en France et est élu en mai membre associé de l'Institut national mais ne se réengage pas dans la marine. Il se retire ensuite en Normandie où il exerce de nombreuses fonctions administratives : maire d’Évreux, conseiller général, membre du collège électoral de l'Eure, président du canton d’Évreux, membre de la Société d'agriculture et de médecine, etc. 
Il est promu à titre honorifique contre-amiral en décembre 1814.

## Mémoire
La ville d'Évreux donne, avant sa mort, le nom de Sepmanville à « nouvelle la place formée près le bassin du château ».